# Isola Deer (Isole Fundy)

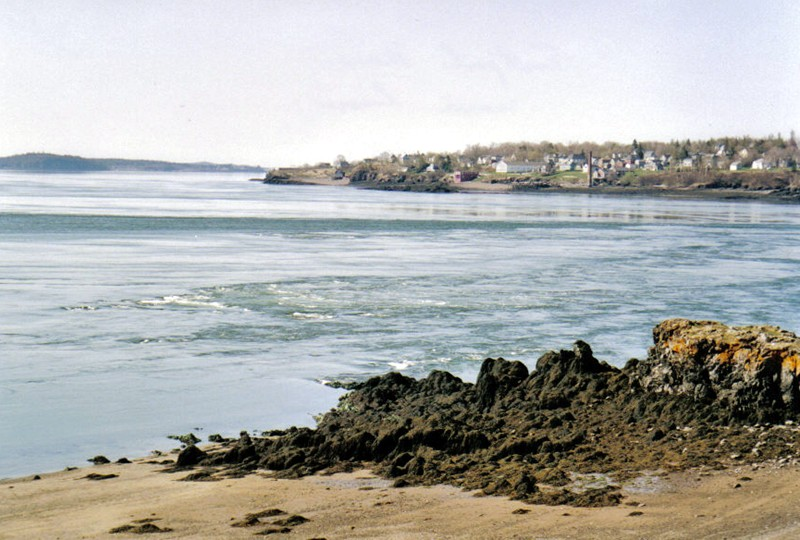
Bassa marea vista dall'isola

L'Isola Deer è un'isola del Canada appartenente all'arcipelago delle isole Fundy, che si trova nella baia di Fundy, davanti alla Baia di Passamaquoddy, amministrativamente apparteniene al Nuovo Brunswick.